# Laurine van Riessen
Laurine van Riessen (Leiden, Holanda del Sud, 10 d'agost de 1987) és una patinadora de velocitat i ciclista neerlandesa. Guanyadora d'una medalla de bronze als Jocs Olímpics de Vancouver de 2010 en la prova de patinatge de 1000 metres. En obtenir un bon resultats als jocs olímpics de Rio el 2016 va abandonar el patinatge i concentrar-se en el ciclisme de pista.

## Palmarès en ciclisme[Cal actualitzar]
- 2015
  -  Campiona dels Països Baixos en 500 metres
  -  Campiona dels Països Baixos en Keirin
  -  Campiona dels Països Baixos en Velocitat
- 2016
  -  Campiona dels Països Baixos en Velocitat